# James Geoghegan (Politiker, 1886)
James Geoghegan (irisch Séamus Mag Eochagáin; * 8. Dezember 1886; † 26. März 1951) war ein irischer Politiker der Fianna Fáil, Generalstaatsanwalt und Richter am Supreme Court.

## Biografie
Nach dem Schulbesuch studierte er Rechtswissenschaft und war nach Beendigung des Studiums als Rechtsanwalt tätig.
Als Kandidat der Fianna Fáil wurde er am 13. Juni 1930 bei einer Nachwahl (By-election) zum Abgeordneten (Teachta Dála) des Unterhauses (Dáil Éireann) gewählt und vertrat dort nach zwei anschließenden Wiederwahlen bis zum 22. Dezember 1936 den Wahlkreis Longford-Westmeath.
Am 9. März 1932 wurde er als Justizminister Mitglied des Exekutivrates des Irischen Freistaates und übte dieses Amt knapp elf Monate bis zum 8. Februar 1933 aus. 
Am 2. November 1936 erfolgte seine Ernennung zum Attorney General. Dieses Amt übte er jedoch lediglich weniger als zwei Monate aus und trat nach seinem Verzicht auf sein Abgeordnetenmandat am 22. Dezember 1936 sein Amt als Richter am Obersten Gerichtshof (Supreme Court) Irlands an, dem er bis zu seinem Rücktritt aus Gesundheitsgründen 1949 angehörte.
Sein Sohn Hugh Geoghegan war Richter am High Court sowie von 2000 bis 2010 am Supreme Court und damit der erste Richter, dessen Vater dort bereits tätig war. Sein Enkel James Geoghegan ist ebenfalls Rechtsanwalt und Lord Mayor of Dublin.